# Грига, Нина Тихоновна
Нина Тихоновна Грига (19 марта 1943) — передовик советской лёгкой промышленности, швея-мотористка Экспериментальной швейной фабрики Краснодарского крайпотребсоюза, город Армавир, полный кавалер ордена Трудовой Славы (1985).

## Биография
Родилась в 1943 году в селе Петровское, в Ставропольском крае в русской крестьянской семье. Завершила обучение в школе и в 1960 году переехала в город Армавир. Поступила работать на швейную фабрику "Кубань". Позже перешла работать на экспериментальную швейную фабрику по пошиву головных уборов. Здесь отработала тридцать три года.
Являлась передовиком производства. Выполняла до трёх норм в день. Была награждена орденом Знак Почёта.
Указом Президиума Верховного Совета СССР от 16 марта 1976 года была награждена орденом Трудовой Славы III степени.
Указом Президиума Верховного Совета СССР от 13 апреля 1981 года была награждена орденом Трудовой Славы II степени.
Указом Президиума Верховного Совета СССР от 6 мая 1985 года "за большие успехи при выполнении плановых заданий и социалистических обязательств" Нина Тихоновна Грига была награждена орденом Трудовой Славы I степени. Стала полным кавалером Ордена Трудовой Славы.
Трудилась на фабрике до выхода на пенсию.
Проживает в городе Армавире. 

## Награды и звания
- Орден Знак Почёта (13.02.1974);
- Орден Трудовой Славы I степени (06.05.1985);
- Орден Трудовой Славы II степени (13.04.1981);
- Орден Трудовой Славы III степени (16.03.1976);
- медали.